# Бадаложная
Бадаложная — посёлок в Козульском районе Красноярского края России. Входит в состав Жуковского сельсовета. Находится на правом берегу реки Жуковка, примерно в 18 км к востоку-юго-востоку (ESE) от районного центра, посёлка Козулька, на высоте 346 метров над уровнем моря.

## Население
| 2010 |
| ---- |
| 31   |

По данным Всероссийской переписи, в 2010 году численность населения посёлка составляла 31 человека (15 мужчин и 16 женщин).